# Paradidyma palpalis
Paradidyma palpalis är en tvåvingeart som beskrevs av Townsend 1927. Paradidyma palpalis ingår i släktet Paradidyma och familjen parasitflugor. Inga underarter finns listade i Catalogue of Life.